# Resolution 1725 des UN-Sicherheitsrates
Die Resolution 1725 des UN-Sicherheitsrates ist eine Resolution, die der Sicherheitsrat der Vereinten Nationen auf seiner 5579. Sitzung am 6. Dezember 2006 einstimmig angenommen hat. Gegenstand der Resolution, die von den Vereinigten Staaten gemeinsam mit den derzeitigen afrikanischen Mitgliedern des Sicherheitsrates und mit Katar eingebracht wurde, war die Situation in Somalia.
Mit der Entschließung wurde die Intergovernmental Authority on Development (IGAD) und die Mitgliedsstaaten der Afrikanischen Union ermächtigt, unter Kapitel VII der Charta der Vereinten Nationen eine Schutz- und Trainingsmission (IGASOM) aufzustellen. Das Mandat dieser Mission wurde durch den Sicherheitsrat auf zunächst sechs Monate festgelegt. Zu den Aufgaben der Mission gehört die Beobachtung des Dialogs zwischen der Union islamischer Gerichte und den Transitional Federal Institutions (der international anerkannten Übergangsregierung Somalias).
Die Resolution nimmt Bezug auf die Entscheidung, dass die Anliegerstaaten Somalias keine Truppen stellen werden und erlaubt – in Abweichung zu den früheren Resolutionen 733 und 1425 – Waffenlieferungen an und die Unterstützung der Truppen der Afrikanischen Union, die in Somalia engagiert sind. Die Resolution fordert die Konfliktparteien auf, ihren früher gemachten Verpflichtungen nachzukommen und die Friedensgespräche auf der Basis der Erklärung von Khartum vom 22. Juni 2006 und den Vereinbarungen vom 2. bis 4. September 2006 wieder aufzunehmen.
Der Sicherheitsrat bekräftigte auch mit dem Dokument seine Entschlossenheit, Maßnahmen gegen alle zu ergreifen, die den Dialog zwischen den Konfliktparteien behindern, die Übergangsregierung zu stürzen oder sonst die Stabilität in der Region zu gefährden versuchen. Insbesondere werden die Bombenanschläge in Baidoa vom 30. November 2006 verurteilt.
Maßgebliche weitere Dokumente, auf welche sich der Sicherheitsrat beruft, sind die Resolution 1356 und die Verlautbarung ihres Präsidenten vom 13. Juli 2006 (S/PRST/2006/31).